# Ibis-Nilhecht
Der Ibis-Nilhecht (Campylomormyrus numenius) gehört zur Familie der Mormyridae.

## Beschreibung
Das äußere Erscheinungsbild des Ibis-Nilhechtes erinnert sofort an das äußere Erscheinungsbild eines Elefanten. Am Ende des bis zu 25 Zentimeter lang werdenden „Rüssels“ sitzt das Maul mit einer kleinen Verlängerung des Kinns. Mit diesem Fortsatz durchwühlen sie den schlammigen Boden ihrer Umgebung. Der Fisch kann eine Länge von etwa 65 Zentimetern erreichen und zählt somit nicht zu den größten, aber zu den größeren Vertretern seiner Familie. Sein Äußeres bestimmen dunkle graue bis braune Töne, die zur Tarnung im trüben Wasser dienen. Wie alle Fische der Familie Mormyridae besitzt auch der Ibis-Nilhecht ein schwaches elektrisches Organ. Dieses Organ dient zur Orientierung und zur Ortung seiner Beute.
- Flossenformel: Dorsale 31, Anale 35.

## Lebensweise
Der Ibis-Nilhecht ist wie fast alle Vertreter seiner Gattung nachtaktiv. Erst mit der Dämmerung kommen diese Fische aus Felsspalten oder anderen dunklen Verstecken. Sie durchwühlen den Bodengrund, um an Nahrung zu gelangen. Bei der Nahrungssuche bietet der lange Rüssel viele Vorteile, er ermöglicht es ihnen in enge Felsspalten hervorzudringen. Zur üblichen Nahrung dieses Fisches zählen Würmer, Larven oder andere kleine Tiere mit ähnlicher Größe. Pflanzliche Nahrung verschmäht der Ibis-Nilhecht meist.

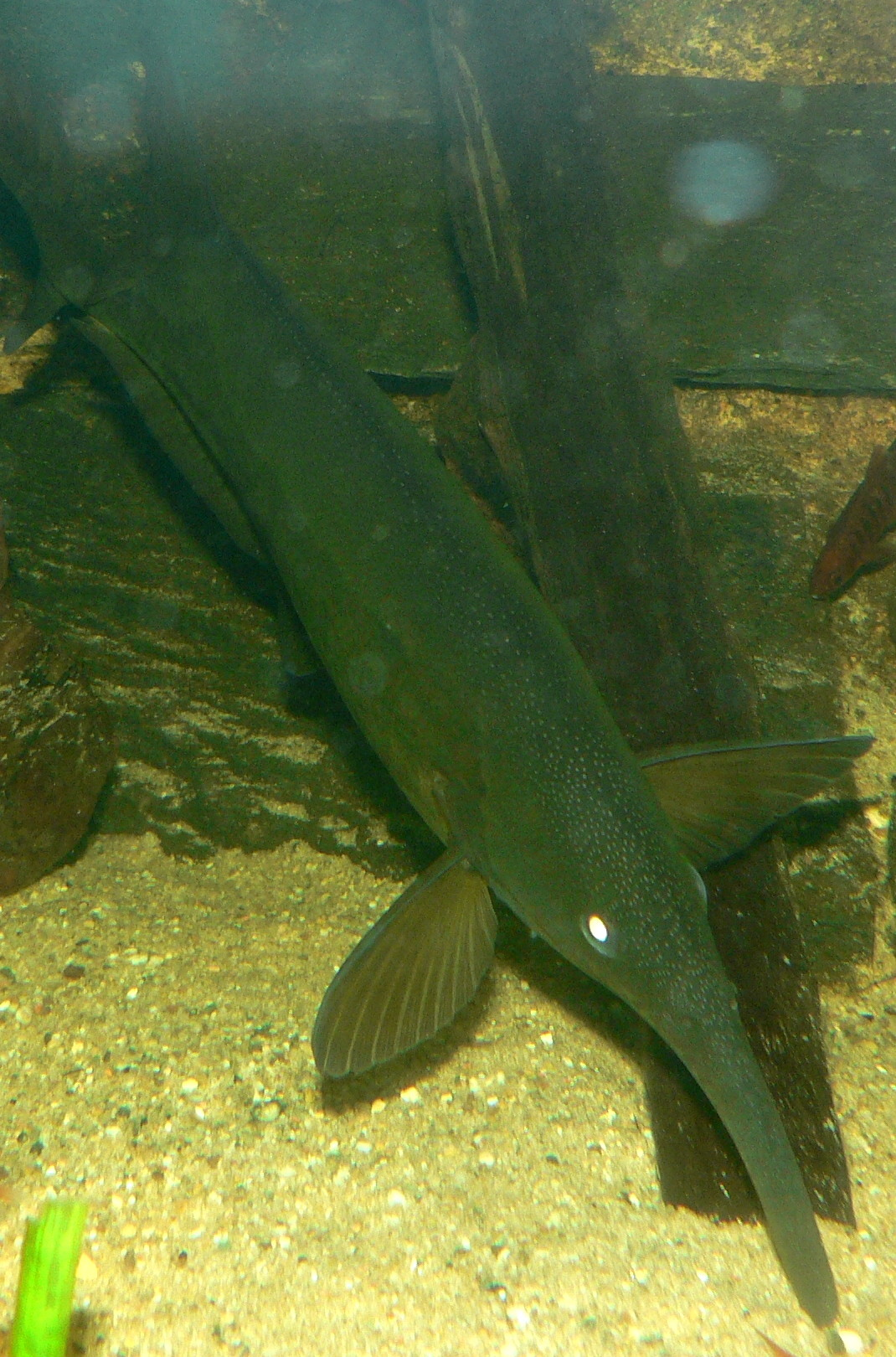
Ibis-Nilhecht wühlt im Sand

## Verbreitung
Das Verbreitungsgebiet des Ibis-Nilhechts ist das gesamte Kongobecken. Dort kommt er nur in größeren Flüssen vor und zählt auch zu den Speisefischen der Einwohner.